# Moïse Tinguiano

Wappen von Moïse Tinguiano

Moïse Tinguiano (* 11. Dezember 1977 in Benty, Präfektur Forécariah) ist ein guineischer römisch-katholischer Geistlicher und Bischof von Boké.

## Leben
Moïse Tinguiano besuchte das Propädeutikum Johannes XXIII. in Kindia und  studierte Philosophie und Theologie am Priesterseminar Saint Augustin Samayah in Bamako. Am 26. November 2006 empfing er das Sakrament der Priesterweihe für das Erzbistum Conakry.
Nach der Priesterweihe war er bis 2011 in der Pfarrseelsorge tätig und studierte anschließend in Rom Katechetik und Jugendpastoral und wurde 2017 an der Päpstlichen Universität der Salesianer promoviert. Während seines Studiums in Italien war er zudem von 2013 bis 2016 im Bistum Vittorio Veneto und von 2016 bis 2017 im Bistum Città di Castello in der Seelsorge tätig. Ab 2018 war er Pfarrer der Pfarrei Saint Augustine in Conakry und Professor am Priesterseminar Benedikt XVI. Außerdem war er Direktor des katholischen Radiosenders La Voix de la Paix.
Papst Franziskus ernannte ihn am 22. Februar 2024 zum ersten Bischof des mit gleichem Datum errichteten Bistums Boké. Der emeritierte Kardinalpräfekt der Kongregation für den Gottesdienst und die Sakramentenordnung, Robert Sarah, spendete ihm am 27. April desselben Jahres im Stadion Premier Mai in Boké die Bischofsweihe. Mitkonsekratoren waren der Apostolische Nuntius in Guinea, Erzbischof Jean-Sylvain Emien Mambé, und der Erzbischof von Conakry, Vincent Coulibaly. Die Amtseinführung in der Kathedrale von Boké fand am folgenden Tag statt.